# Stenotarsus brevicollts
Stenotarsus brevicollts là một loài bọ cánh cứng trong họ Endomychidae. Loài này được Perty miêu tả khoa học năm 1832.